# Chiesa della Santissima Annunziata della Costa
La chiesa della Santissima Annunziata della Costa si trova nella città di Genova, sulle alture del quartiere Sestri Ponente.

## Storia
La chiesa venne fondata nel 1351 da tre monaci spagnoli appartenenti all'ordine degli Eremiti di San Girolamo ed era inizialmente intitolata a Nostra Signora della Consolazione. Il 29 giugno del 1450 venne introdotta la titolazione odierna e i lavori vennero completati nel 1510.
L'edificio venne completamente restaurato tra il 1991 e il 2010.

## Descrizione
L'edificio ha una pianta a tre navate separate da pilatri ottagonali, senza transetto e con tre absidi piatte. La navata centrale si trova a un piano di calpestio più basso rispetto a quelle laterali e al presbiterio. Le navate sono coperta da volte a crociera costolonate, analogamente alle chiavi di volta, alcune delle quali sono formate da medaglioni in pietra scolpita. Le volte del coro e dei tre absidi poggiano su peducci a goccia in pietra nera. Le murature sono in pietra a spacco con blocchetti di laterizio e malta di allettamento, mentre i pavimenti  sono fatti di lastre di ardesia e marmo bianco a scacchiera, decorati con azulejo e laggioni.
La facciata è semplice, è intonacata e il suo portale è sormontato da una lunetta con architrave in marmo sagomato. Il rosone ha un profilo strombato, forma che è comune anche alle due monofore laterali. La copertura esterna è a falde inclinate, con manto di copertura in lastre di ardesia e linea di colmo in coppi.